# BWE Sportscars

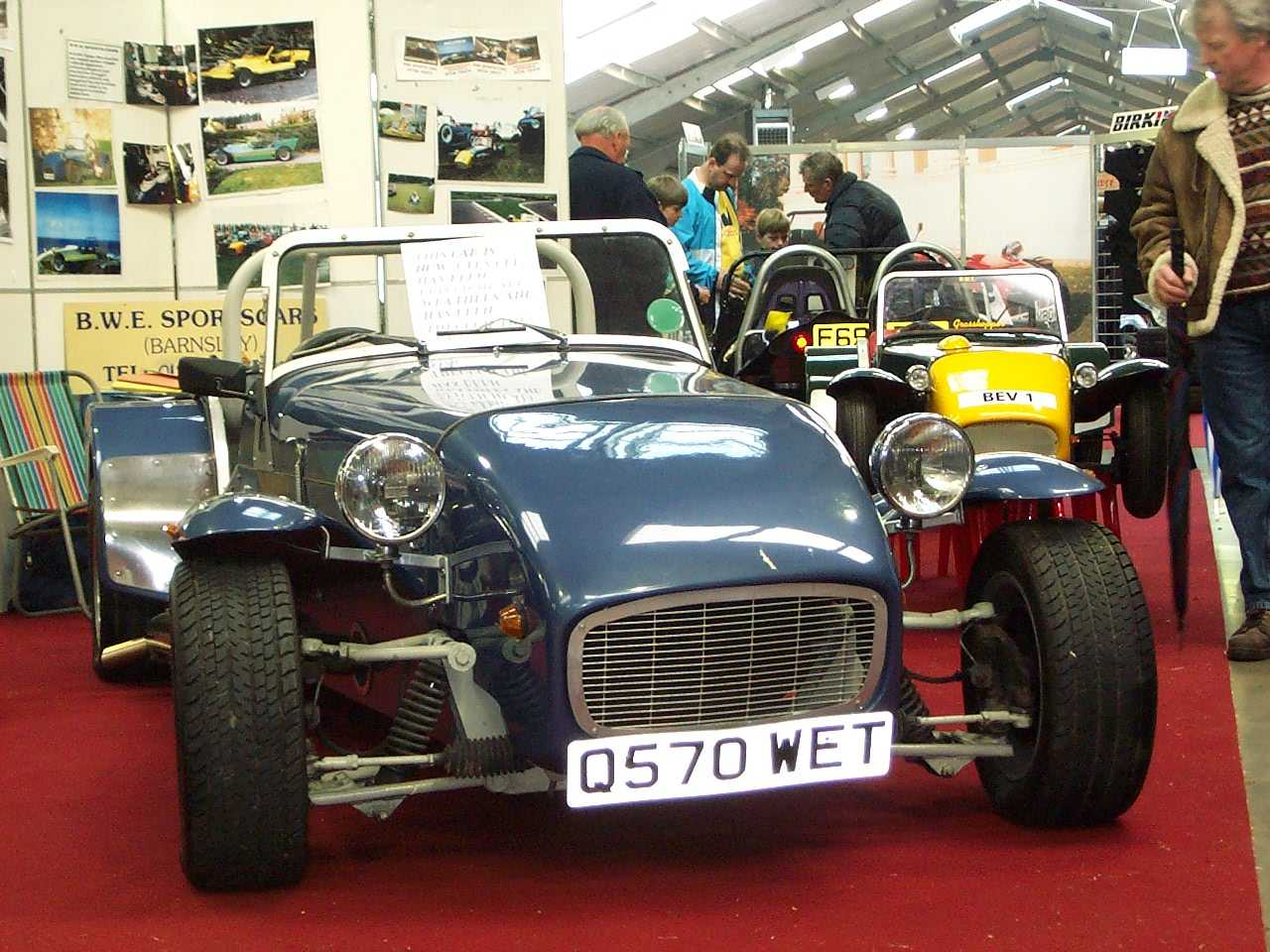
BWE Hornet

BWE Sportscars war ein britischer Hersteller von Automobilen.

## Unternehmensgeschichte
Bev Evans gründete 1994 das Unternehmen in Barnsley in der Grafschaft South Yorkshire. Er begann mit der Produktion von Automobilen und Kits. Der Markenname lautet u. a. BWE. Insgesamt entstanden über 100 Exemplare.
Bev Evans starb am 10. April 2014 und BWE Sportscars stellte den Vertrieb ein.

## Fahrzeuge

### Markenname BWE
Das Modell Hornet wurde 1994 von T & J Sportscars übernommen. Dies war ein Fahrzeug im Stile des Lotus Seven. Viele Teile kamen zunächst vom Ford Cortina und ab 2002 vom Ford Sierra.
Das Modell Locust wurde 2000 von White Rose Vehicles übernommen. Es ähnelt ebenfalls dem Lotus Seven.

### Markenname Maelstrom
Ab 2002 fertigte BWE Sportscars den Maelstrom, nachdem die Produktion von White Rose Vehicles übernommen wurde.